# Wasilij Zubkow
Wasilij Michajłowicz Zubkow, ros. Василий Михайлович Зубков (ur. 22 lutego 1874 r. w Kostromie, zm. ?) – rosyjski urzędnik państwowy, emigracyjny działacz polityczny i prawosławny.
Do 1917 r. pełnił funkcję zastępcy prefekta w jednej z guberni centralnej Rosji. W 1918 r. wstąpił do nowo formowanych wojsk Białych gen. Antona I. Denikina. W połowie listopada 1920 r. wraz z pozostałymi wojskowymi został ewakuowany z Krymu do Gallipoli. Na emigracji zamieszkał w Polsce. Działał w miejscowym oddziale Bractwa Rosyjskiej Prawdy. W 1926 r. uczestniczył jako delegat od białej emigracji rosyjskiej z Polski w rosyjskim zjeździe zagranicznym w Paryżu. W 1928 r. władze polskie deportowały go z kraju za udział w nielegalnej organizacji rosyjskiej. Przybył do Francji, gdzie znalazł pracę w fabryce kauczuku w Montargis. W 1933 r. objął funkcję starosty parafii w Châlette-sur-Loing. Na początku lat 30. kolportował pismo „Nabat”. Ponadto był członkiem Ruchu Młodorosjan.